# المدرسة العليا للتكنولوجيات الصناعية (عنابة)
المدرسة العليا للتكنولوجيات الصناعية هي مؤسسة جامعية جزائرية حكومية تقع في مدينة عنابة ضمن ولاية عنابة.

## روابط خارجية
- الموقع الرسمي